# Theofilos av Alexandria
För andra betydelser, se Theofilos.
Theofilos, död 15 oktober 412, var biskop i Alexandria från 385 till 412. 
Theofilos var närmast vän av den origenistiska teologin, men övertygades av den sketiska öknens munkar med deras knölpåkar om att origenismen var ett kätteri som borde bekämpas. Då de av honom förföljda origenistiska munkarna i nitriska öknen fann skydd hos Chrysostomos i Konstantinopel, fick Theofilos en kärkommen anledning att med rättrogenheten som medel söka nedslå Konstantinopelpatriarkens ledarställning i Orienten till förmån för Alexandrias patriarker. Med hänsynslösa medel uppnådde han också Chrysostomos avsättning år 404. Hans fanatism mot hedendomen under förföljelserna mot hedningarna i romarriket ledde till förstöringen av templet Serapeion i Alexandria, vilket innehöll en del av skriftrullarna i det berömda biblioteket i Alexandria. En skildring av detta finns i filmen Agora från 2009.

## Eftemäle
Nedslagskratern Theophilus på månen är uppkallad efter Theofilos.